# 秦東亜
秦　東亜（しん とうあ、1979年10月3日 - ）は中国の遼寧省出身の柔道選手。階級は70kg級。身長172cm。

## 人物
柔道は12歳の時に始めた。1997年の福岡国際70kg級では無名のジュニア選手ながら優勝を飾った。1999年の世界選手権では7位に終わった。2001年に地元の北京で開催されたユニバーシアードでは優勝した。2002年のアジア大会でも優勝を果たした。2003年の世界選手権では5位にとどまった。2004年アテネオリンピックでは3回戦でドイツのアネット・ベームに内股で敗れたが、その後の敗者復活戦を勝ち上がって銅メダルを獲得した。2006年のワールドカップ団体戦とアジア大会では3位だった。2007年には地元の北京で開催された世界団体では優勝を成し遂げた。2008年北京オリンピックには国内予選で敗れて出場できなかった。

## 主な戦績
- 1997年 - 福岡国際　優勝
- 1999年 - 福岡国際　3位
- 1999年 - アジア選手権　2位
- 1999年 - 世界選手権　7位
- 2001年 - ユニバーシアード　優勝
- 2001年 - 韓国国際　3位
- 2002年 - アジア大会　優勝
- 2003年 - 世界選手権　5位
- 2004年 - アテネオリンピック　3位
- 2005年　世界軍人選手権大会　優勝
- 2005年 - 韓国国際　優勝
- 2005年 - 福岡国際　3位
- 2006年 - ワールドカップ団体戦　3位
- 2006年 - アジア大会　3位
- 2007年 - 世界団体　優勝